# ادو سالز
ادو سالز (به پرتغالی: Eduardo Junqueira Sales) هافبک اهل برزیل است که در شهر سائوپائولو و در تاریخ ۱۳ دسامبر ۱۹۷۷ به دنیا آمده‌است.
ادو سالز در تیم‌های فوتبال União São João سابقهٔ حضور دارد.